# Херменерик
Херменерик — король свевов в Галисии (теперь западная Испания и северная Португалия) в последней четверти V века.
Согласно ныне утерянному документу, упомянутому священником Антонио де Епесом, Херменерик был королём свевов и правил около 485 года. Согласно А. де Епесу, исповедовавший арианство Херменерик, как говорили, преследовал христиан-никейцев и разрушал их церкви.
Это упоминание короля Херменерика является одним из немногих свидетельств о «тёмном веке в истории свевов» 469—560 годов, от которого не сохранилось ни одного документа и который совершенно не освещён ни одним хронистом. Исидор Севильский писавший историю свевов, ограничился лишь кратким замечанием, что на протяжении этого века свевами правили короли арианской веры.